# 輔仁大學學校財團法人

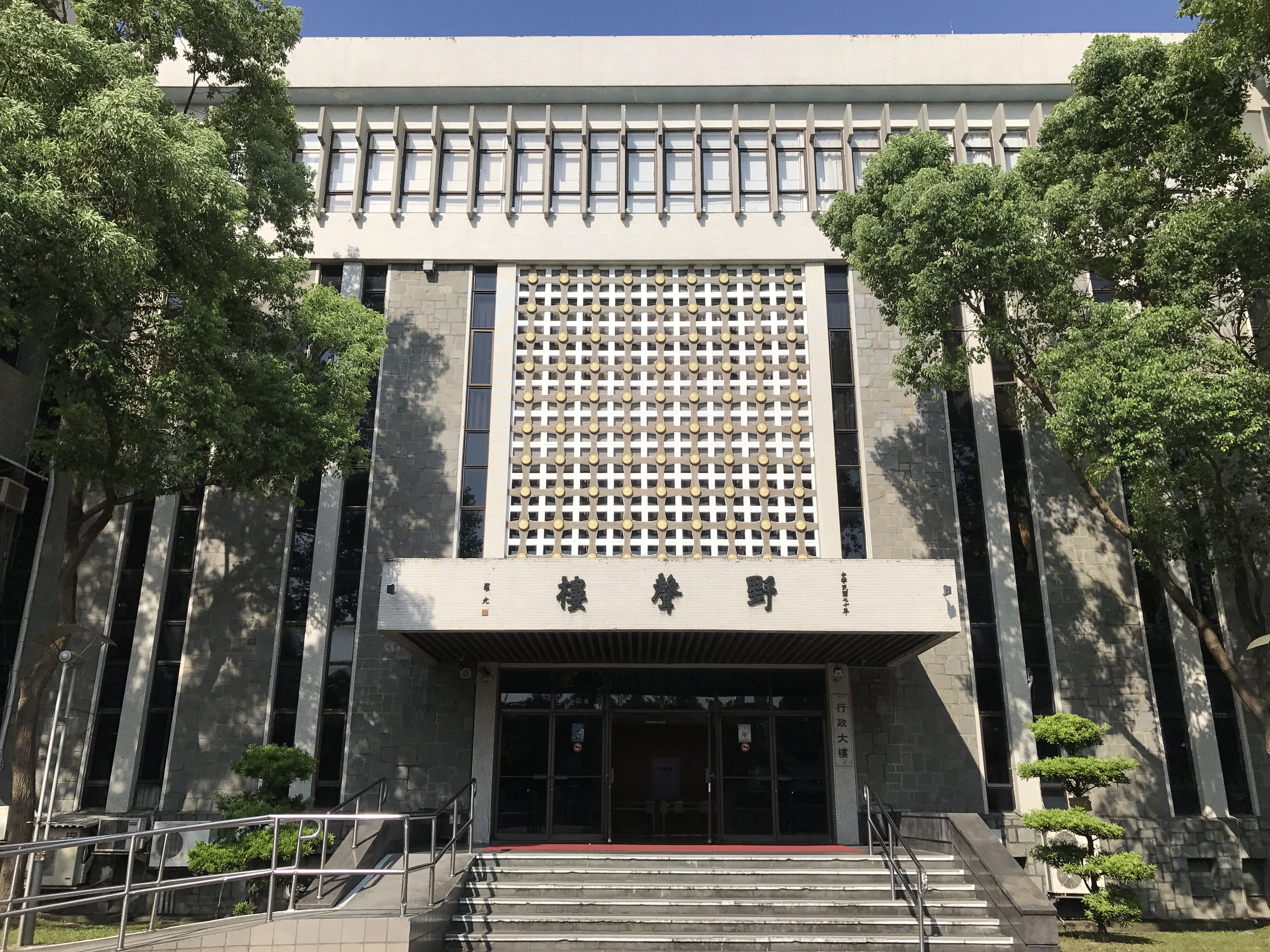
輔仁大學野聲樓（于斌樓），為輔大學校法人董事會所在地

輔仁大學學校財團法人（英語： ／），簡稱輔大學校法人，是中華民國（臺灣）一個由天主教會創辦的學校法人機構，由3所學校於2013年合併而成，以輔仁大學為中心，旗下有2所正式學校、4所附設學校。

## 沿革
輔仁大學學校財團法人係由輔仁大學、基隆市聖心高中、基隆市聖心小學三校合併而成。三校雖均為天主教會學校，但後兩校均由姚宗鑑蒙席創辦，有相同的成立源流。下列依據各校歷史詳述。

### 輔仁大學
- 1925年，北洋政府核准「私立北京輔仁大學」註冊立案。
- 1929年，國民政府核准「私立北平輔仁大學」註冊立案。
- 1961年，中華民國政府核准「私立輔仁大學」註冊立案。
- 1974年，中華民國政府頒布《私立學校法》，輔大以「財團法人私立輔仁大學」重新登記。
- 1998年，中華民國政府核准私立大學移除「私立」二字頭銜。

### 基隆聖心
- 1965年，基隆市政府教育局核准「基隆市私立聖心小學」（簡稱聖心小學）註冊立案。
- 1968年，中華民國政府實施九年國民義務教育，聖心小學以「基隆市私立聖心國民小學」重新登記。
- 1969年，臺灣省政府教育廳核准「基隆市私立聖心工商高級職業學校」（簡稱聖心工商）註冊立案。
- 1990年，臺灣省政府教育廳核准聖心工商改制為「基隆市私立聖心高級中學」（簡稱聖心高中、聖心中學）。

### 3校法人合併
- 2010年，輔大與聖心中、小學簽約合併，共組「輔大聖心董事會」。
- 2012年，在三校之財團法人正式合併前，聖心中、小學先行分別更名為「輔大聖心高級中學」與「輔大聖心國民小學」，成為輔大名義上的附屬學校。
- 2013年，中華民國教育部核准輔大、聖心高中、聖心小學三校之財團法人合併，並更名為「輔仁大學學校財團法人」[2]。
- 2019年2月1日，聖心小學併入聖心高中，成為聖心高中的附設小學部。

## 所設學校

### 正式學校
- 輔仁大學
  - 1951年之前 - 北京市西城區（今 北京師範大學北校區；中國天主教愛國會大樓）
  - 1961年開始 - 臺北市大安區（今 天主教台灣地區主教團大樓）
  - 1963年開始 - 新北市新莊區
- 輔大聖心高級中學 - 基隆市中山區

### 附設學校
- 輔幼中心 - 新北市新莊區
- 輔大聖心高中附設國中部 - 基隆市中山區
- 輔大聖心高中附設小學部 - 基隆市中山區
- 輔大聖心高中附設幼兒園 - 基隆市中山區

## 經營機構
- 本篤會－1925年至1933年
- 聖言會－1933年至今
- 耶穌會－1961年至今
- 台灣地區主教團（輔大校方稱為「中國聖職單位」）－1961年至今

## 董事長

### 現任董事長
- 劉振忠 總主教

### 榮譽董事長
（均已過世）
- 宋美齡 前中華民國第一夫人
- 單國璽 樞機主教

## 曾計畫設立的學校單位
- 輔仁大學農學院 - 臺南市私立黎明高級中學現址
- 輔仁大學海洋科學院 - 高雄縣澄清湖畔

## 外部連結
- 輔仁大學學校財團法人 （页面存档备份，存于）
- 天主教輔仁大學 （页面存档备份，存于）
- 輔大聖心高中 （页面存档备份，存于）